# Лакрос

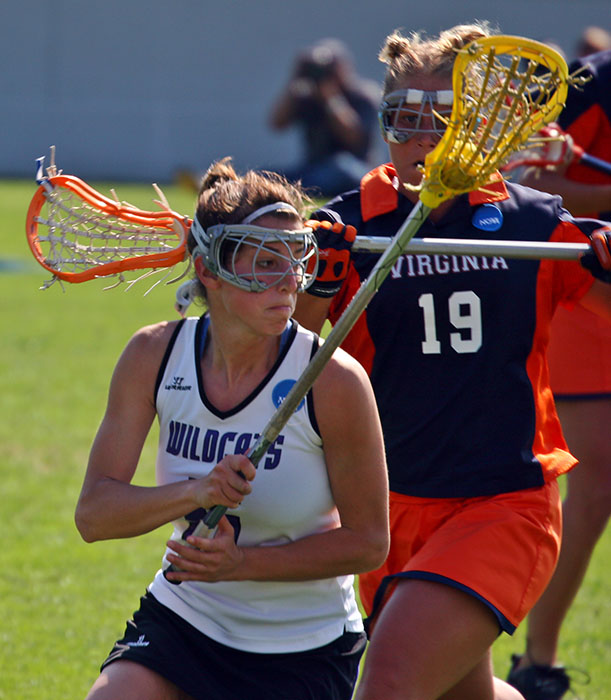

Лакро́с (фр. la crosse, lacrosse) — командна гра з твердим гумовим м'ячем, який переносять полем за допомогою кросів — сіток на довгій ручці. Це дуже видовищний вид спорту: за гарної гри м'яч стрімко літає полем, ледь торкаючись землі. У лакрос грають і чоловіки і жінки. У команді чоловіків 10 гравців, у жіночій — 12. У чоловічому лакросі дозволені силові прийоми та контактна боротьба, тому гравці вдягають спеціальну захисну амуніцію: шоломи з маскою та щитки під одяг. У жіночому лакросі силові прийоми заборонені.
Назва гри походить від французького crosse — «посох», «ковінька», «патериця». У значенні спортивної гри його прийнято писати з визначеним артиклем — la crosse (іноді lacrosse).

## Історія
Лакрос походить від багатавею — давньої гри в м'яч, у яку індіанці Північної Америки грали ще сотні років тому. У багатавей грали, часом, по кілька днів, і кожна команда забивала сотні м'ячів у ворота суперника. Це була жорстка силова гра, гравці нерідко зазнавали серйозних травм і каліцтв. Європейські поселенці в Канаді запозичили цю гру, назвавши її «la crosse».
Лакрос вважається національним канадським видом спорту, проте останнім часом він став популярним і в інших країнах — США, Великій Британії, Австралії, Новій Зеландії, ПАР.

## Правила гри

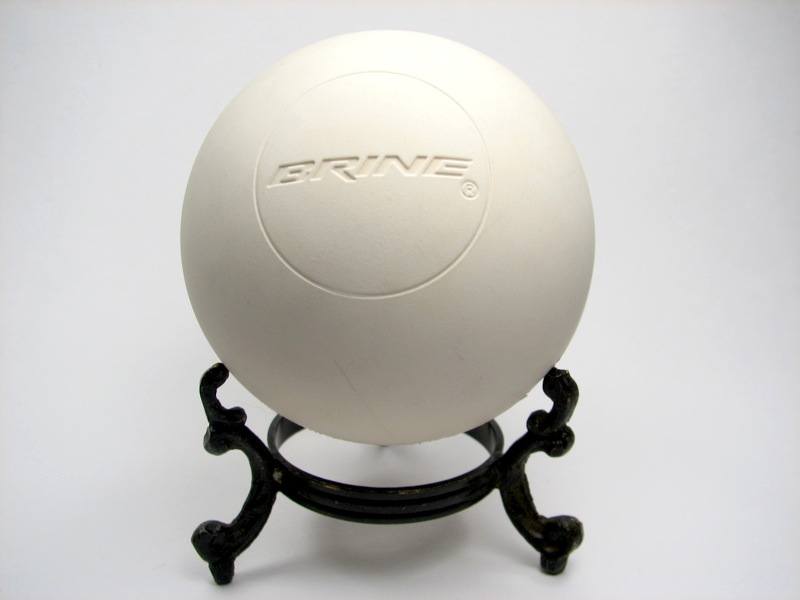
М'яч для лакросу

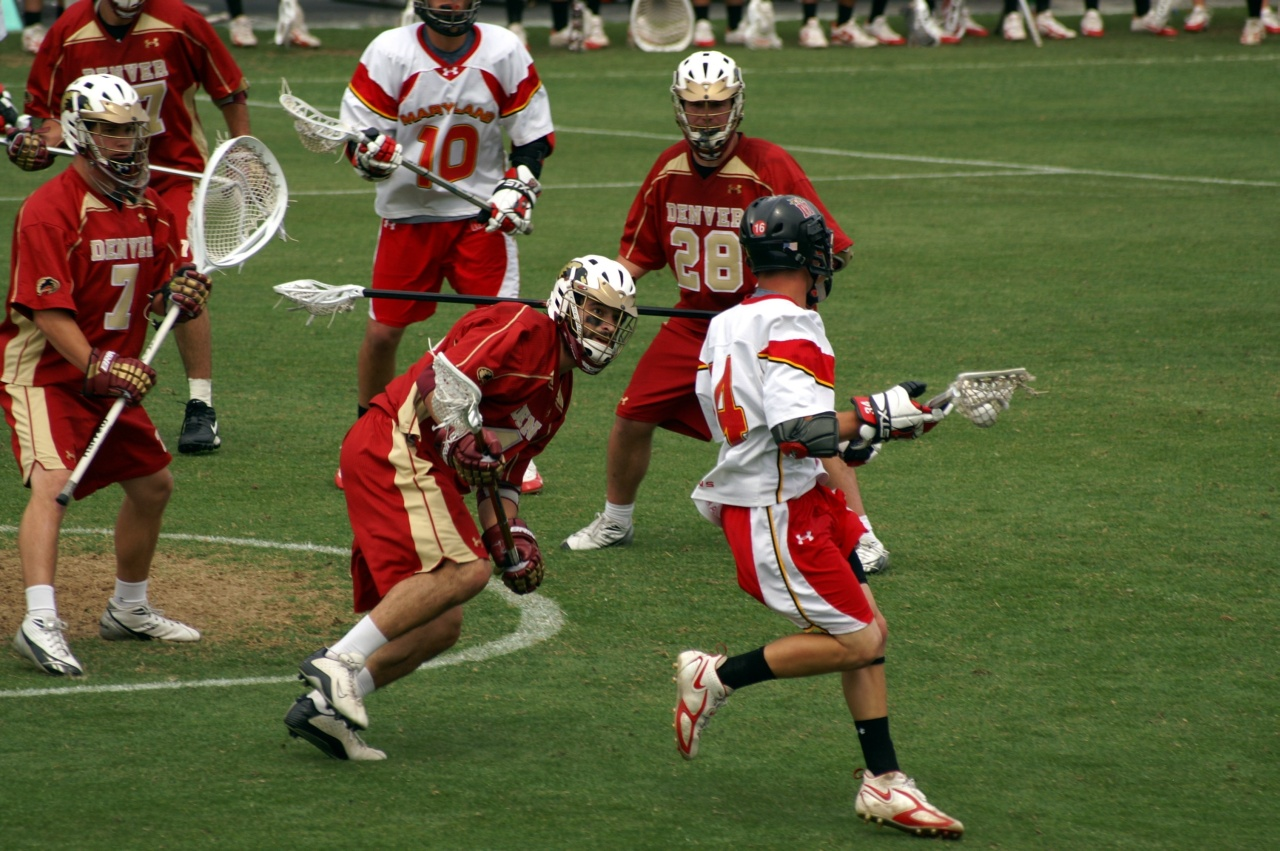
Гравець із м'ячем

Поле лакросу приблизно тих самих розмірів, що й футбольне. На кінцях поля стоять ворота завдовжки та завширшки 1,83 м. Мета гри — закинути м'яч до воріт суперника. При цьому зараховуються лише голи, з-за меж кола, яким обведені ворота. М'яча можна підхоплювати та нести на кросі, тримаючи його практично вертикально й швидко крутячи, щоб м'яч залишався в сітці.

## Лакрос в Україні
- Квітень 2010 року Sharon Heiny перший раз познайомила українців з лакросом
- Грудень 2011 року Роман Фіщук продовжив розвиток лакросу, завдяки чому європейська федерація лакросу допомогла інвентарем
- Грудень 2011 зародилася команда в Рівному
- 25 квітня 2012 початок першої дитячої команди в Україні
- Перша участь наших гравців у турнірі в Софії (Болгарія)
- 8 листопада 2012 перший лакрос табір
- Жовтень 2013 David Diamonon створює Київську команду
- 29 березня 2014 Перший Кубок України за участю Вінницьких Вовків, Київської та Рівненської команди. Перемогу здобула Рівненська команда
- Грудень 2014 Єгор Турченюк продовжує лакрос в Києві
- 7 серпня 2016 другий лакрос табір в Україні
- 28 лютого 2017 зареєстрована Федерація Лакросу України
- 6 травня 2017 створена перша збірна України
- 25 травня 2023 створена команда Dobremans (Бершадь-Вапнярка)

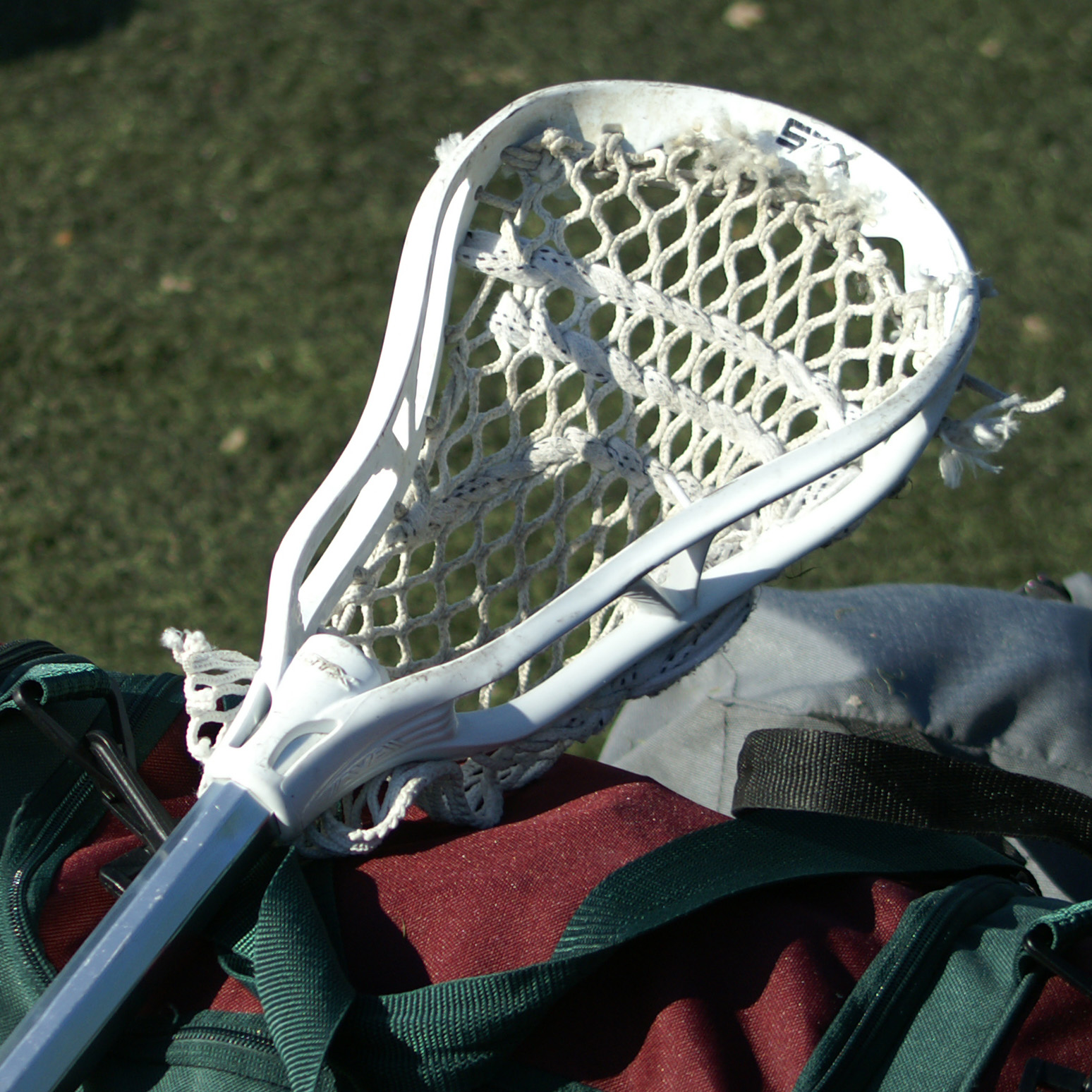
«Стік» для лакросу

## Лакрос у кіно
- «Вовченя» (телесеріал)
- «Останній з могікан» (Кінофільм)
- «Америка́нський пирі́г» (Кінофільм)
- «Crooked Arrows» (Кінофільм)[en]
- «Доктор Хаус» (телесеріал) 1 сезон 2 епізод